# Araneus elongatus
Araneus elongatus este o specie de păianjeni din genul Araneus, familia Araneidae, descrisă de Yin, Wang și Xie, 1989. Conform Catalogue of Life specia Araneus elongatus nu are subspecii cunoscute.